# Adolphe Vuitry
Adolphe Vuitry, född den 31 mars 1813 i Sens, död den 23 juni 1885 i Marolles-sur-Seine, var en fransk nationalekonom.
Vuitry blev 1841 avdelningschef i undervisningsministeriet, 1846 föredragande över ansökningar i Conseil d'état och 1851 understatssekreterare i finansministeriet. Han var 1852–1863 chef för finansavdelningen i Conseil d'état. Sedan han ett år tjänstgjort som guvernör över Frankrikes bank, utnämndes han 1864 till president för Conseil d'état och 1869 till senator, men drog sig efter kejsardömets fall tillbaka från ämbetsvärv. Vuitry författade bland annat Étude sur le régime financier de la France avant la revolution (1877–1883), vilken undersökning går tillbaka till rikets äldsta tider. 